# Autostrade in Turchia
Le autostrade turche sono una rete in sviluppo. Legano principalmente Istanbul ad Ankara e servono anche i dintorni delle grandi città.

## Numerazione
La numerazione è regionale (i numeri da 20, corrispondono all'Anatolia).
O (lettera) è l'iniziale di otoyol (autostrada)

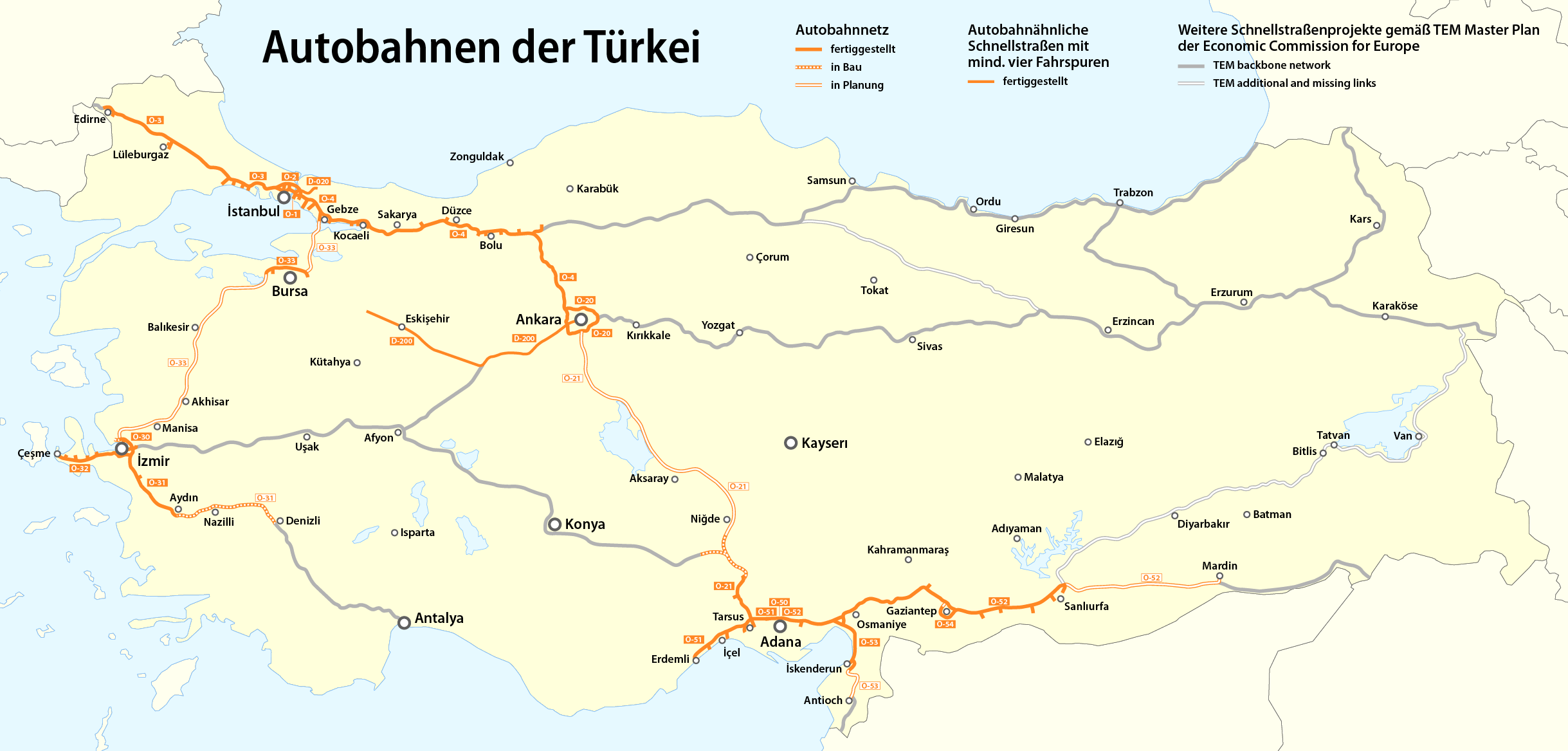
Rete autostradale in Turchia

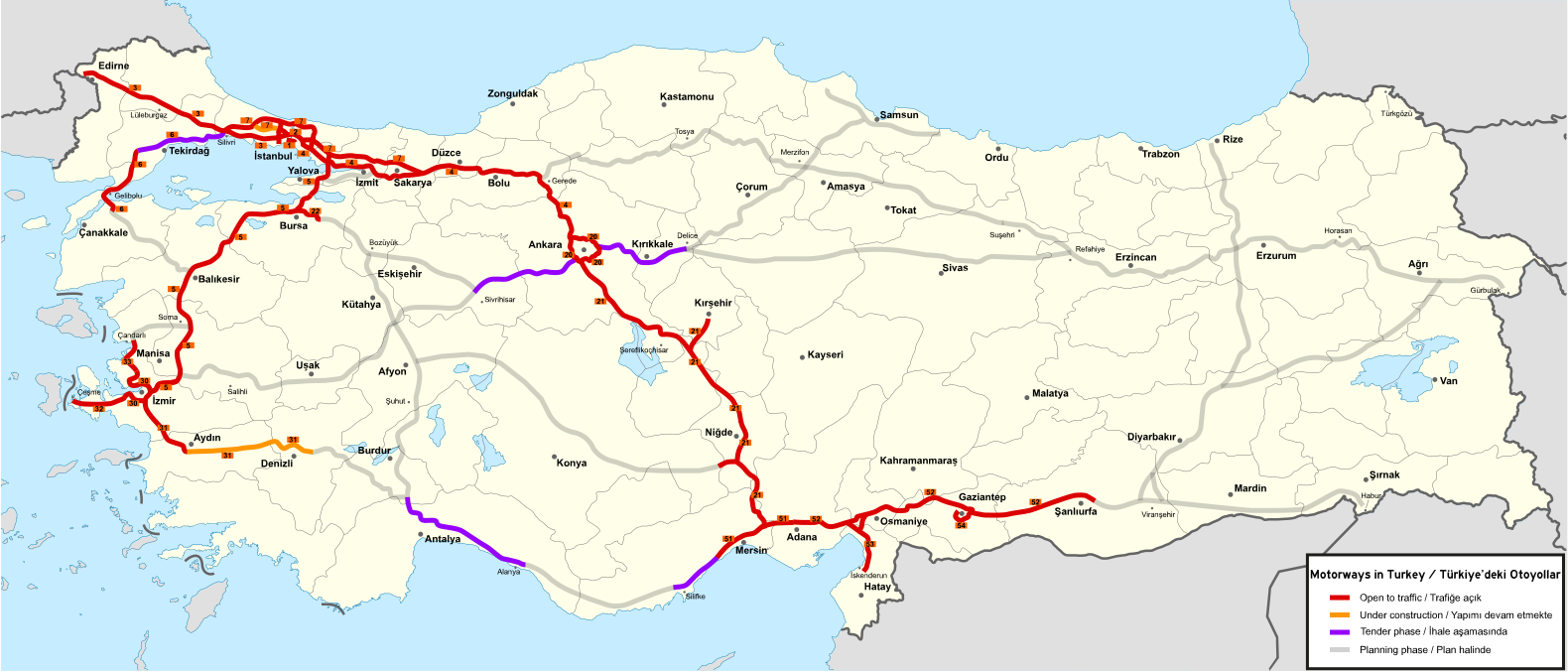
Rete autostradale turca. Autostrade in uso, in costruzione e progettate, tra cui anche la rete stradale europea.

O
5
.İstanbul.izmir.yolar.5.
- O 2 Raccordo esterno di İstanbul
- O 3: (Edirne - İstanbul)
- O 4: (İstanbul - Ankara)

O
.6.Raccordo.di.İstanbul.
O.7.,
Raccordo.di.İstanbul.
- O 20: Raccordo di Ankara
- O 21: (Adana - Ankara)

## O 30 – O 39
- O 30: Raccordo di Smirne
- O 31: Smirne - Denizli
- O 32: Smirne - Çeşme
- O 33: Raccordo di Bursa

## O 50 – O 59
- O 51: Mersin - Adana
- O 52: Adana - Gaziantep